# リチャード・ライト (音楽家)
リチャード・ライト（英語: Richard Wright、1943年7月28日 - 2008年9月15日）は、イギリスのミュージシャン。愛称は「リック (Rick)」。
ロックバンド「ピンク・フロイド」の元キーボーディスト。

## 略歴
ミドルセックス州のハッチエンドにて、生化学者の父のもとに生まれる。12歳の頃にギターとトランペット、ピアノを憶える。その後入学したリージェント・スクール・オブ・ポリテクニックにて後のバンド・メンバーとなるロジャー・ウォーターズとニック・メイスンに出会っている。
1965年に彼らの結成したバンド「ピンク・フロイド・サウンド」や「シグマ6」といったバンドに参加した。ロンドンのアンダーグランド・シーンでその名を広め、1967年にウォーターズ、メイスン、シド・バレットと共にピンク・フロイドとしてメジャー・デビューを果たした。ピンク・フロイド初期では、バレットと共に音楽的には主導的立場にあった。

### 1970年代
ピンク・フロイド在籍中の1978年にファースト・ソロ・アルバム『ウェット・ドリーム』を発表する。メンバーたちのなかでソロ作品を発表したのはライトが最初である（バレットを除く）。
1970年代中盤以降はバンド内での存在感が薄くなっていく。特に、リーダーシップを執っていたロジャー・ウォーターズとの対立は大きく、1979年発表のアルバム『ザ・ウォール』の制作時に解雇される事態にまで発展した。その後の「ザ・ウォール・ツアー」にはサポート・メンバーとして参加している。そのため、同ツアーで出た莫大な赤字に対する支払いを被ることはなかった。

### 1980年代
ピンク・フロイド脱退後、元ファッションのデイヴ・ハリスと共にZEEを結成するが上手くいかず、ドラッグに溺れていく。
1987年、デヴィッド・ギルモアとメイスンがピンク・フロイドを再始動させ、アルバム『鬱』制作の後半になってサポート・メンバーとしてバンドに復帰する。同年に開始したワールド・ツアーより正式メンバーに復帰する。フロイド復帰の裏には、ライトの妻によるバンドへの働きかけがあったと言われる。

### 1990年代
1994年、この年に発表されたピンク・フロイドのアルバム『対』にも正式メンバーとして参加し、楽曲も制作している。アルバム発売のワールド・ツアーにも参加。
1996年、18年振りとなる2作目のソロ・アルバム『ブロークン・チャイナ』を発表する。

### 2000年代
2002年1月16日から24日までロンドンとパリで行われたデヴィッド・ギルモアのツアー（全5公演）に参加する。
2006年発表のギルモアのソロ・アルバム『オン・アン・アイランド』にゲスト参加。発売後のヨーロッパとアメリカを回るツアー全公演に参加する。
2007年9月7日、ロンドンで行われたギルモアのDVD『覇響』のプレミアにて「Island Jam」を演奏する。これが公の場での最後の演奏となった。
2008年9月15日、癌のためイギリスの自宅にて死去。65歳。イギリスの新聞「The Times Newspaper」紙の2008年9月19日付によると、2007年12月に癌と診断されていた。晩年には、インストゥルメンタルのソロ・アルバムが制作中であると伝えられていた。

### 没後
デヴィッド・ギルモアは2008年9月15日付で自身のオフィシャル・サイトにて追悼の声明を発表。ロジャー・ウォーターズは、自身のオフィシャル・サイトに沢山のろうそくを配し追悼の意を表した。ニック・メイスンもマスコミの取材に応じている。
同年、9月23日ギルモアは英テレビ局BBC2の番組『Later... with Jools Holland』に出演した。当初は英国で発売されたばかりのアルバム『狂気の祭典〜ライヴ・イン・グダニスク』のプロモーションを予定していたのだが、急遽ライトへ追悼でアルバム『神秘』収録曲「追想」を生放送にて演奏した。同日収録、26日放送分にて「ザ・ブルー」も放送されている。ライトも同番組に出演予定だったが、3週間前にギルモアの携帯電話のテキストメッセージにライトから「すまないが、プレイできそうにない」と送られていた。
追悼アルバム『永遠』
逝去から約6年後の2014年11月、ピンク・フロイドのスタジオ・アルバム『永遠』がリリースされた。ギルモアとメイスンの声明で「これはリチャード・ライトへの追悼アルバムとして制作した。そしてピンク・フロイドのラスト・アルバムになる」と述べている。約20年前の前作『対』に収録予定だった、20時間分のセッション・マテリアルを基に制作した。

## ピンク・フロイドにおける役割
世界的にビッグネームであるピンク・フロイドの中では地味な存在であるが、ソロプレイの機会は乏しいながらも初期フロイドにおいてライトのキーボード、メロトロン、シンセサイザーの類の演奏は音世界の形成に大きな役割を果たしていた。他のプログレ・バンドの代表的なキーボード奏者、キース・エマーソンやリック・ウェイクマンのように超絶的な速弾きを披露することはないが、全体を包み込むような幻想的なサウンドを奏でている。
特にバレット脱退直後の作品群では、ウォーターズと共に楽曲制作で中心となっていた。ライトの代表作である「The Great Gig In The Sky」や「Us And Them」は、彼のセンスが如実に表れた傑作である。
ボーカリストとしても数々の名曲を歌っている。デビュー・アルバムの1曲目「Astronomy Domine」は彼がリード・ボーカルであり、「Echoes」の主旋律は彼が歌っている。『狂気』に収録されている「Time」「Us And Them」のサビも彼が歌っている。
1970年代半ば頃からウォーターズとの対立が表面化し、作品に対する意見の食い違いが目立つようになる。ウォーターズは歌詞の重要性を説いていたが、ライトはより音楽面にこだわっていた。ライトは『ザ・ウォール』や『ファイナル・カット』等のアルバムにも否定的な感想を述べている。

## エピソード
- ロジャー・ウォーターズとニック・メイスンの二人とは大学の同級生で、ともに建築学を学んでいた。ただし、メイスンによると「建築を学ぶにはまったく向いていない落ちこぼれ」だったそうで、結局1年で大学を退学し、ロンドン・カレッジ・オブ・ミュージックに編入している[5]。
- 彼自身はキーボード・プレーヤーよりもマイルス・デイヴィスやビル・エヴァンズなどのジャズ・プレーヤーから影響を受けたと語っている[6]。
- オアシスと少し揉めたことがある。オアシスに対して「彼らの音楽を聴くのなら、ビートルズやジョン・レノンを聴いていたほうがいい」と発言したことによる。ただ、オアシスを貶めるつもりはなかったという[7]。

## ディスコグラフィ

### ソロ・アルバム
- 『ウェット・ドリーム』 - Wet Dream (1978年)
- 『ブロークン・チャイナ』 - Broken China (1996年)

### ZEE
- 『アイデンティティー』 - Identity (1984年)

### ピンク・フロイド
- 『夜明けの口笛吹き』 - The Piper at the Gates of Dawn (1967年)
- 『神秘』 - A Saucerful of Secrets (1968年)
- 『モア』 - More (1969年)
- 『ウマグマ』 - Ummagumma (1969年)
- 『原子心母』 - Atom Heart Mother (1970年)
- 『おせっかい』 - Meddle (1971年)
- 『雲の影』 - Obscured by Clouds (1972年)
- 『狂気』 - The Dark Side of the Moon (1973年)
- 『炎〜あなたがここにいてほしい』 - Wish You Were Here (1975年)
- 『アニマルズ』 - Animals (1977年)
- 『ザ・ウォール』 - The Wall (1979年)
- 『鬱』 - A Momentary Lapse of Reason (1987年)
- 『対』 - The Division Bell (1994年)
- 『永遠』 - The Endless River (2014年)

### 参加アルバム
シド・バレット
- 『その名はバレット』 - Barrett (1970年)

デヴィッド・ギルモア
- 『イン・コンサート』 - David Gilmour In Concert (2002年) ※DVD。ゲスト参加[8]
- 『オン・アン・アイランド』 - On An Island (2006年) ※「On an Island」「The Blue」に参加[9]
- 『覇響』 - Remember That Night: Live at the Royal Albert Hall (2007年) ※DVD/Blu-ray[10]
- 『狂気の祭典〜ライヴ・イン・グダニスク』 - Live In Gdańsk (2008年) ※CD/DVD[11]
- 『飛翔』 - Rattle That Lock (2015年) ※「A Boat Lies Waiting」サンプリング・ボーカル